# 1422
1422. је била проста година.

## Догађаји

### Септембар
- 1. септембар — Хенри VI, стар девет месеци, постаје краљ Енглеске након смрти свог оца Хенрија V.

### Непознат датум
- Википедија:Непознат датум — Опсада Цариграда (1422)

## Смрти

### Август
- 31. август —Хенри V, енглески краљ (*1387)

### Октобар
- 21. октобар — Шарл VI Луди, француски краљ (*1368)